# 프란체스코 마우롤리코
프란체스코 마우롤리코 ( 라틴어 : Franciscus Maurolycus ; 이탈리아어: Francesco Maurolico ; 그리스어: Φραγκίσκος Μαυρόλυκος, 1494년 9월 16일 ~ 1575년 7월 21/22일)은 시칠리아의 수학자이자 천문학자이다. 그는 기하학, 광학, 원뿔, 기계, 음악, 천문학 분야에 공헌했다. 그는 아르키메데스, 아폴로니우스, 아우톨리쿠스, 테오도시우스, 세레누스 등 고전 작가들의 작품을 편집했다. 그는 수학과 수리과학에 관한 자신만의 독특한 논문을 작성하기도 했다.

## 생애

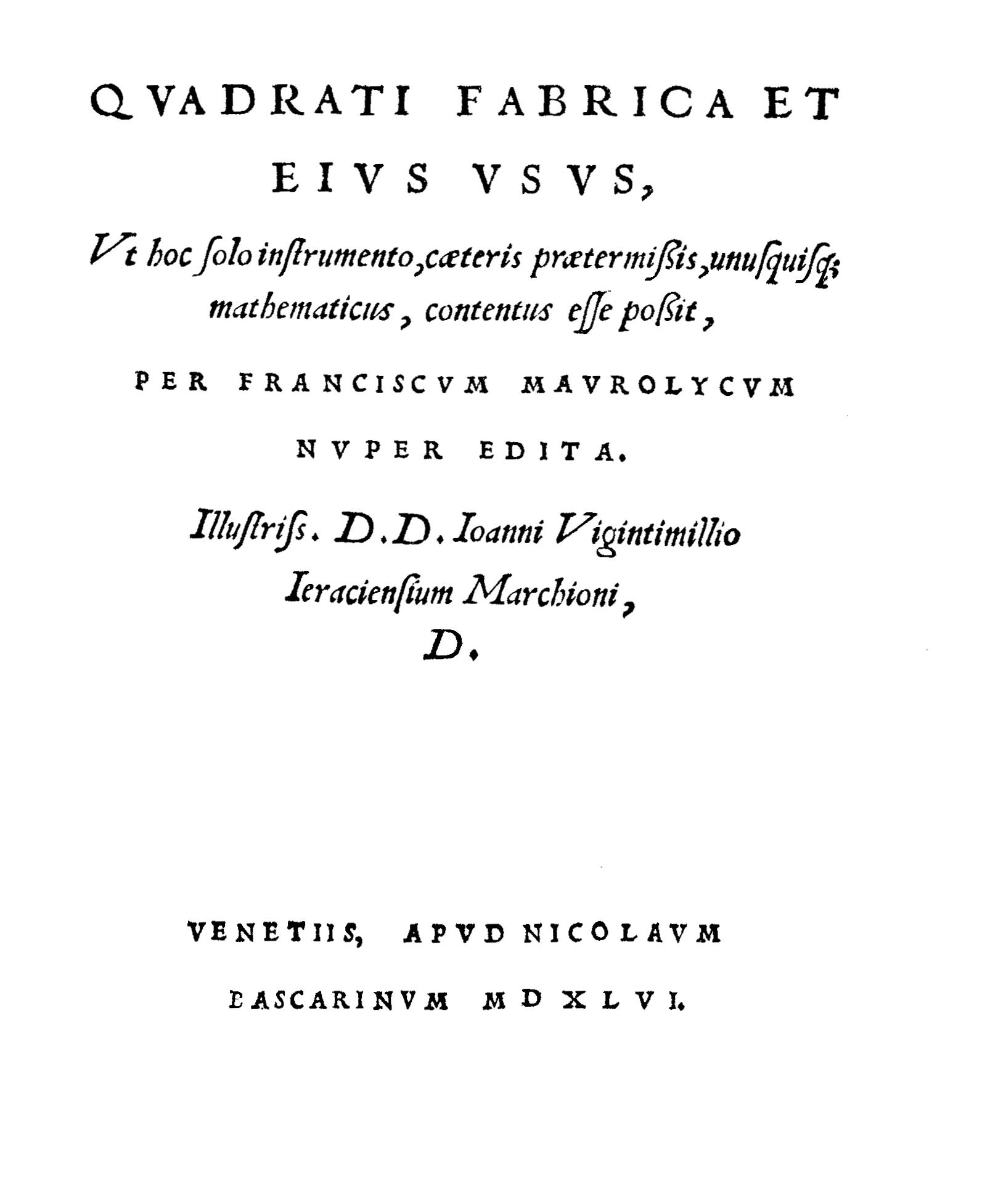
Quadrati fabrica et eius usus, 1546년

마우롤리코는 메시나에서 마룰리(Marulì)라는 성을 가지고 태어났다. 그의 성은 "마우롤리(Mauroli)"로 쓰이기도 한다. 그는 정부의 관리였던 아버지 안토니오 마룰리(Antonio Marulì)와 어머니 페누치아(Penuccia)의 일곱 아들 중 한 명이었다. 안토니오 마룰리는 원래 그리스 출신 의사였으나 오스만 제국이 콘스탄티노폴리스를 침공했을 때 도시를 탈출했다. 안토니오 마룰리는 신플라톤주의자인 콘스탄틴 라스카리스(Constantine Lascaris)와 함께 공부했는데, 라스카리스의 두 제자와 함께 직접 아들을 가르쳤다. 프란체스코 마룰리는 자연히 이에 크게 영향을 받았다.
1534년, 프란체스코 마룰리(Francesco Marulì)는 메시나 학회의 일원으로서 8년 동안 "Mauro Lyco"라는 성을 사용하다가 다시 성을 "Mauro Lycio"로 바꾸었다.
그는 1521년에 사제 서품을 받은 이후 교회의 혜택을 받고 있었다. 그 결과로 1550년에는 제자이자 후원자였던 게라치의 시모네 벤티미글리아 후작에 의해 산타 마리아 델 파르토 수도원(카스텔부오노에 있음)의 대수도원장으로 임명되었다.
그는 1575년에 자연사하였다. 죽기 전, 그는 흑사병을 피해 메시나 북쪽의 구릉 지역인 콘트라다 안눈치아타(Contrada Annunziata)에서 머물고 있었다. 콘트라다 안눈치아타(Contrada Annunziata)는 마룰리 가문이 빌라를 소유했던 곳으로, 때때로 이곳에서 과학자와 인문학자들이 모였을 것으로 추정된다.
그는 메시나의 산 조반니 디 몰타 교회에 묻혔다. 그의 조카 프란체스코 마우렐리코와 실베스트로 마우롤리코가 그곳에 대리석 석관을 세웠다. 늑대와 시리우스성이 그려진 마우롤리코의 문장도 같이 세워졌다.

## 업적
1535년에 마우롤리코는 화가 Polidoro da Caravaggio와 협력하여 신성로마제국 황제 카를 5세가 메시나 시로 들어가기 위한 개선문을 설계했다. 그의 아버지처럼 그도 메시나 조폐국의 국장이 되었으며, 한동안 카를 5세를 대신하여 도시의 요새를 유지하는 일을 맡았다. 시칠리아에서는 총독 후안 데 베가 (Juan de Vega)의 두 아들을 가르쳤다. 그러면서 그는 부와 권력을 가진 사람들의 많은 후원을 받았다.
그는 크리스토퍼 클라비우스, 페데리코 코만디노를 비롯한 수학자들과 서신을 교환하기도 했다.
1547년에 그는 조각가 조반니 안젤로 몬토르 솔리(Giovanni Angelo Montorsoli)와 협력하여 메시나의 유명한 조각품, 오리온 분수를 지었다. 분수의 1층에는 Maurolico의 작품인 라틴어 비문이 새겨져 있다. 해당 비문은 신플라톤주의적 내용을 담고 있다.
1548년부터 1550년까지 그는 조반니 2세 벤티미글리아 (Giovanni II Ventimiglia) 후작의 손님으로 시칠리아의 폴리나 성에 머물며 천문 관측을 수행했고, 그곳의 천수각을 활용했다.
마우롤리코는 1972년에 최초로 카시오페이아에서 일어난 초신성을 관측하기도 했다. 하지만 티코 브라헤(Tycho Brahe)가 1574년에 자신이 관찰한 내용을 자세히 발표했고, 지금은 티코의 초신성으로 알려져 있다.
1569년에 그는 메시나 대학교의 교수로 임명되었다.

## 작업물

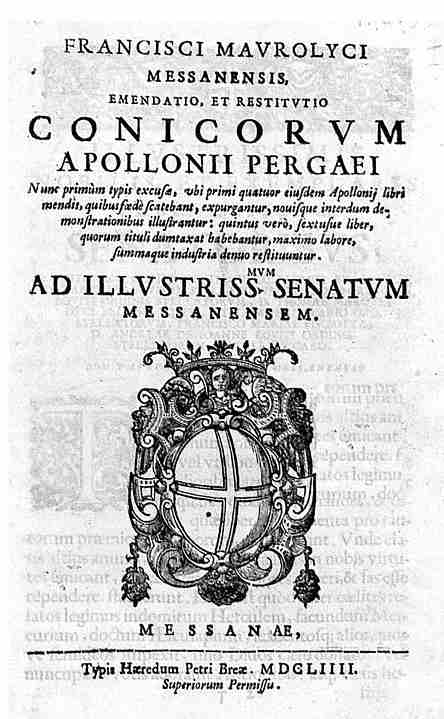
Francesco Maurolico가 편집한 Perga의 Apollonius 가 쓴 Conica 의 1654년판

- 마우롤리코는 빛의 굴절에 관한 글, <Photismi de luminine et umbra> 와 <Diaphana>에서 무지개를 자연 현상으로서 설명하려고 시도했다. 이에 더해 그는 카메라 옵스큐라를 연구했다. Photismi는 1521년에, Diaphana는 1부 1523년, 2, 3부는 1552년에 완성되었으나 모든 자료는 사후인 1611년에 출판되었다.
- 그의 미출판 원고 <Compaginationes solidorum Regularium> (1537년)에는 플라톤 다면체에 대한 오일러의 공식의 설명이 있다: {\displaystyle V-E+F=2}. 이는 레온하르트 오일러 (Leonhard Euler)가 1752년에 볼록 다면체에 대해 더 일반적으로 공식화하기 훨씬 전의 기록이다.[14]
- 그는 자신의 저서 <Arithmeticorum libri duo> (1575년)에서 수학적 귀납법을 이용해 가장 작은 n개의 홀수를 더하면 n2이 됨을 증명했다. 이는 수학적 귀납법을 엄밀하게 서술한 최초의 기록이다.[15]
- 그는 자신의 저서 <De momentis aequalibus> (1548년에 완성되었지만 1685년에야 처음 출판됨)에서 다양한 물체( 피라미드, 포물면 등)의 질량중심을 계산하려고 시도했다.
- 그는 <Sicanicarum rerum compendium>에서 시칠리아의 역사를 기록하고 자서전적인 세부 사항을 추가했다. 그는 이 작품을 집필하라는 의뢰를 받았고, 1553년 메시나 원로원은 그에게 2년 동안 연간 금 100닢의 급여를 지급했다.
- 그는 자신의 저서 De Sphaera Liber Unus (1575)에서 코페르니쿠스의 태양 중심설을 맹렬하게 공격했다. 여기서 마우롤리코는 코페르니쿠스가 "반박은 고사하고 채찍이나 재앙을 받아 마땅하다"고 썼다.[16]
- 마우롤리코는 지구를 측정하는 방법을 설명하는 Cosmographia 를 출판했다. 1607년에 장 피카르는 자오선 호의 길이를 측정하면서 이 책을 참고했다.
- 마우롤리코는 아리스토텔레스가 쓴 <역학>의 판본과 음악 작품을 출판했다. 그는 Ortelius의 Theatrum orbis terrarum을 요약하고 Grammatica rudimenta (1528)와 De lineis horariis 도 썼다. 그는 1575년에 출판된 시칠리아 지도를 만들었다.
- 마우롤리코는 Bithynia의 Theodosius, Alexandria의 Menelaus, Pitane의 Autolycus, 에우클레이데스, 페르게의 아폴로니오스 및 아르키메데스와 같은 고대 수학자들의 텍스트를 작업했다. 새롭게 번역을 한 것은 아니지만, 기존 번역을 작업하면서 그리스 수학에 대한 새로운 해석을 제공했다.

### 주요 저서
- 《Cosmographia》 (라틴어). Venezia: eredi Lucantonio Giunta (1.). 1543.
- 《Cosmographia》 (라틴어). Paris: Guillaume Cavellat. 1558.
- 《Photismi de lumine et umbra ad perspectivam et radiorum incidentiam facientes》 (라틴어). Napolo: Tarquinio Longo. 1611.

## 죽음과 유산
그는 메시나에서 사망했다.
달 분화구인 Maurolycus가 그의 이름을 따서 명명되었다.
메시나에는 그의 이름을 딴 학교가 있다.
2009년 이탈리아 문화유산부는 Edizione nazionale dell'opera matematica di Francesco Maurolico (Maurico의 수학 전집 전국판)을 냈다.

## 같이 보기
- 카메라 옵스쿠라
- 질량 중심
- 코만디노의 정리
- 다면체에 관한 데카르트
- 로마 카톨릭 과학자-성직자 목록
- 르네상스 시대의 그리스 학자
- 수학적 귀납법
- 팔면체 수
- 미적분학 및 해석학의 연표